# ميشيل كورمير
ميشيل كورميّر هو كاتب سير وصحفي كندي، ولد في 1957 في Cocagne ‏ في كندا.